# 裸項俯海鯰
裸項俯海鯰為輻鰭魚綱鯰形目海鯰科的其中一種，分布於南美洲蓋亞那淡水流域，體長可達30公分，棲息在底層水域，屬肉食性，生活習性不明。

## 擴展閱讀
維基物種上的相關：裸項俯海鯰